# Yoo Ah-in
Yoo Ah-in (유아인?), pseudonimo di Uhm Hong-sik (엄홍식?; Daegu, 6 ottobre 1986), è un attore sudcoreano.

## Filmografia

### Cinema
- Uri-ege naeir-eun eopda, regia di No Dong-seok (2006)
- Jochi anihan-ga, regia di Chung Yoon-chul (2007)
- Seo-yang goldong yanggwajajeom antique, regia di Min Kyu-dong (2008)
- Haneulgwa bada, regia di Oh Dal-kyun (2009)
- Wan-deuk-i, regia di Lee Han (2011)
- Kang-chul-i, regia di Ahn Kwon-tae (2013)
- U-ahan geojinmal, regia di Lee Han (2014)
- Veteran (Beterang), regia di Ryoo Seung-wan (2015)
- Sado, regia di Lee Joon-ik (2015)
- Jo-ahaejwo, regia di Park Hyeon-jin (2016)
- CCRT-Aerospace: Gyeonggye-ui jeopyeon, regia di Yoon Sung-hyun (2016)
- Burning - L'amore brucia (Beoning), regia di Lee Chang-dong (2018)
- Gukgabudo-ui nal, regia di Choi Kook-hee (2018)
- Alive (#Saraitda), regia di Cho Il-hyung (2020)
- Sorido eobs-i (소리도 없이?), regia di Hong Eui-jeong (2020)
- Seoul Vibe - L'ultimo inseguimento (Seo-ul daejakjeon), regia di Moon Hyun-sung (2022)

### Televisione
- Sawor-ui kiss – serial TV, episodi 1x01 (2004)
- Banollim – serial TV, 7 episodi (2004-2005)
- Si-eun & Su-ha, regia di Ham Young-hoon (2005)
- Choe Kang Chil-woo – serial TV, 19 episodi (2008)
- Gyeolhon mothaneun namja – serial TV, 16 episodi (2009)
- Seonggyun-gwan scandal – serial TV, 20 episodi (2010)
- Fashion wang – serial TV, 20 episodi (2012)
- Jang Ok-jung, Sarang-e Salda – serial TV, 24 episodi (2013)
- Milhwe – serial TV, 16 episodi (2014)
- Yeon-ae-ui balgyeon – serial TV, episodi 1x16 (2014)
- Yungnyong-i nareusya – serial TV, 48 episodi (2015-2016)
- Tae-yang-ui hu-ye – serial TV, episodi 1x13 (2016)
- Chicago tajagi – serial TV, 16 episodi (2017)
- Hellbound – serial TV, 6 episodi (2021)
- Addio alla Terra (종말의 바보?, Jongmar-ui baboLR) – serie TV (2024)

## Riconoscimenti
- A-Awards
  - 2010 – Style Award
  - 2015 – Style Award

- Asian Film Awards
  - 2016 – Next Generation Award per Veteran, The Throne

- Baeksang Arts Awards
  - 2016 – Miglior Attore Televisivo per Yungnyong-i nareusya

- Blue Dragon Film Awards
  - 2015 – Miglior Attore per The Throne

- Busan Film Critics Awards
  - 2007 – Miglior Nuovo Attore per Boys of Tomorrow

- CFDK Awards
  - 2015 – Fashion Icon Award

- Chunsa Film Art Awards
  - 2016 – Miglior Attore per The Throne

- Director's Cut Awards
  - 2008 – Miglior Nuovo Attore per Antique

- Fashionista Awards
  - 2015 – Miglior Fashionista Maschile in un Film per Veteran

- Golden Cinematography Awards
  - 2016 – Miglior Attore per Veteran

- KBS Drama Awards
  - 2010 – Premio Miglior Coppia con Song Joong-ki per Seonggyun-gwan scandal

- Korean Environmental & Community Awards
  - 2013 – People Who Made the World Brighter

- Korea Fashion Photographers Association Awards
  - 2017 – Photogenic of the Year

- Korean Film Reporters Association Awards
  - 2012 – Discovery Award per Punch
  - 2016 – Miglior Attore per The Throne

- Korean Popular Culture & Arts Awards
  - 2016 – Prime Minister Award

- Korea World Youth Film Festival
  - 2015 – Attore Preferito per Veteran
  - 2016 – Attore Preferito per The Throne

- Marie Claire Asia Star Awards (Busan International Film Festival)
  - 2015 – Asia Star of the Year per Veteran

- Max Movie Awards
  - 2016 – Miglior Attore per Veteran

- Mnet 20's Choice Awards
  - 2011 – Hot 20's Voice

- Pyeongtaek Film Festival
  - 2007 – Miglior Nuovo Attore per Boys of Tomorrow

- SACF Artists of the Year Awards
  - 2015 – Impressione Artistica per Veteran, The Throne

- SBS Drama Awards
  - 2015 – Premio alla Massima Eccellenza, Attore in un drama per Yungnyong-i nareusya
  - 2015 – Migliori Dieci Stelle per Yungnyong-i nareusya
  - 2015 – Premio Miglior Coppia con Shin Se-kyung per Yungnyong-i nareusya

- Style Icon Awards
  - 2011 – Bonsang ("Premio Principale")
  - 2016 – Bonsang

- The Korea Film Actors Association Awards
  - 2015 – Top Star Award per Veteran, The Throne

## Doppiatori italiani
Nelle versioni in italiano nelle opere in cui ha recitato, Yoo Ah-in è stato doppiato da:
- Dimitri Winter in Hellbound, Seoul Vibe - L'Ultimo Inseguimento